# 津田健次郎
津田健次郎（日语：／ Tsuda Kenjirō，1971年6月11日—），日本男性聲優、演員、旁白。大阪府出身。
2021年獲得第15回聲優獎主演男優賞。2022年以配音《難破MG5》柴犬-阿松，與演出的柴犬豆三郎，一同獲得第112回日劇學院賞特別賞。

## 演員作品

### 電影
2000年
- 京極夏彥「怪」《七人みさき》（萩之介）
- 一一（燒烤店員）

2002年
- 自殺俱樂部（解剖醫助手・三田 ）

2014年
- 劇場版 假面騎士鎧武 足球大決戰！黃金果實爭奪杯！

2022年
- （外星人札拉布（配音））

2023年
- 電影版 鴉色刑事組（島谷秀彰）
- 我的幸福婚姻（賀茂村紀夫）

2024年
- 黃金神威（旁白[2]）
- 我家的英雄（志野寬治[3]）
- 赤羽骨子的秘密保鑣（威吹丈夫）

2025年
- 塗鴉日記（岡さん）
- CANDLESTICK

### 電視剧
2000年
- 池袋西口公園（伊佐野英樹）

2005年
- 花樣男子（第二集客串）

2007年
2008年
- 最喜歡你!!（為福原葵做三個月後檢查的醫生）
- 佐佐木之戰（第二集出場）

2009年
- 仁醫（東都大學附屬醫院的醫師）

2013年
- 假面騎士鎧武 （雷迪耶）

2020年
- 歡呼（全集旁白、單集客串）
- 極道主夫 第4話（旁白）

2021年
- 最愛（山尾敦）
- 假面騎士REVICE（DEMONS驅動器/韋爾）

2022年
- 難破MG5（難破松 聲）
- 我的可愛已經快到有效期限!?（須藤周平）
- OLD ROOKIE 第7集（矢部浩一郎）
- 詐欺獵人 第8集（宇佐美孝也）

2023年
- Reversal Orchestra（本宮雄一）
- Last Man-全盲搜查官-（鎌田國士）
- 一兆＄遊戲（功刀數良）
- 我們律師很棘手 第6集（麻生一郎）

2024年
- Great Gift（郡司博光）
- BLUE MOMENT 第7集（保科正樹 聲）
- 西園寺小姐不做家事（橫井和人）

2025年
- 私人銀行家（旁白）
- 1995～地鐵沙林事件30年 救命現場的聲音～（日语：1995〜地下鉄サリン事件30年 救命現場の声〜）（劍木達彥）
- 紅豆麵包（東海林明）
- 第19號病歷表 第1集 - 第3集（堀田義和）※第1集聲音出演

### 網路劇
2021年
- 極道主夫（津田，飾演本人）

## 配音作品

### 電視動畫
1995年
- H2（野田敦）

1996年
- 烏龍派出所（豐臣秀吉、松吉）
- 玩偶遊戲（川合貴光、鹿島良助）
- 水色時代（理科教師）
- 神劍闖江湖（虎丸）

1999年
- 反鬥小王子（館長、男）
- 烏龍派出所（加藤松吉）
- 徽章戰士（舍弟）

2000年
- 隨風飄的月影蘭（男、簑吉）
- 向阳之树（德川家定）
- 遊戲王怪獸之決鬥（海馬瀨人）

2001年
- 網球王子（乾貞治）

2003年
- 妮嘉尋親記（ハービー）

2004年
- BECK（北澤力也）
- 龍王傳說（石像鬼）

2005年
- AIR（橘敬介）
- capeta（梶原慶）
- 玻璃假面（主持人）
- 魔女的考驗（勞金·羅賓）
- 極速攝殺（新治）
- 索斯機械獸V（清十郎）
- 怪傑佐羅力（タゴジョー）
- 遊戲王GX（海馬瀨人、海馬人）
- 洛克人EXE Stream（カバセ）

2006年
- 韋駄天翔（影子）
- 飛輪少年（SPIT FIRE）
- 家庭教師HITMAN REBORN!（大人藍波、羅密歐、斯帕納）
- 玻璃艦隊（克雷歐）
- 吟遊默示錄（エルムント）
- 人造昆蟲カブトボーグ V×V（村正彥社長）
- 火影忍者（進衛門）208集
- 檸檬天使計畫（工藤正巳）

2007年
- 威爾貝魯物語：威爾貝魯的姐妹（zarado·shisupuri）
- 結界師（白）
- 鬼面騎士（山本啟治）
- Saint October（庫魯茲）
- 地球防衛少年（蓮木一郎）
- 名侦探柯南（桐谷）
- 戀愛情結（鈴木涼二）

2008年
- 家庭教師HITMAN REBORN!（斯帕納）
- 黑執事（歐法雷爾）
- SOUL EATER 噬魂師（米夫內）
- 隱王（雪見和彥）
- 火影忍者疾風傳（山城青葉）
- 夜櫻四重奏（四志村高助）

2009年
- 地下城與勇士（オルカ）
- BASQUASH!（剛茨·波加多）
- 戰鬥陀螺 鋼鐵奇兵（龍牙）

2010年
- 家庭教師HITMAN REBORN!（初代雷之守護者 藍寶）
- 笨蛋，測驗，召喚獸（福原慎、旁白2、廣播）
- 薄櫻鬼～新選組奇譚～（風間千景）
- 薄櫻鬼 碧血錄（風間千景）
- 戰鬥陀螺 鋼鐵奇兵 爆（龍牙）

2011年
- TIGER & BUNNY（火焰紋章／彌敦·西摩）
- 妖怪少爺～千年魔京～（茨木童子）
- 笨蛋，測驗，召喚獸2（福原慎、旁白）
- 變研會（堀井幽璽）
- 戰鬥陀螺 鋼鐵奇兵 4D（龍牙）
- 如果高校棒球女子經理讀了彼得·杜拉克（加地誠）

2012年
- 加速世界（Red Rider）
- 機動戰士鋼彈AGE（多爾·弗洛伊斯特）
- K（周防尊）
- CØDE:BREAKER（雪比奈）
- 新網球王子（乾貞治）
- 美食獵人TORIKO（スマイル）
- 薄櫻鬼 黎明錄（風間千景）
- 王者天下（趙莊）
- JoJo的奇妙冒險（布拉霍）

2013年
- 宇宙兄弟（文森·波爾德）
- 八犬傳－東方八犬異聞－ 第二期（犬村大角）
- Free!（御子柴清十郎）
- 蟲奉行（未那蠶）
- 閃電十一人 GO 銀河（彼特威·奧茲洛克）
- KILL la KILL（朱雀二郎）

2014年
- 信長之槍（羅伯特·卡帕）
- pupa（佛木）
- 鬼燈的冷徹（夜叉一）
- 星刻龍騎士（賀夫曼博士）
- 乒乓 THE ANIMATION（江上）
- Free!-Eternal Summer-（御子柴清十郎）
- 東京喰種（妮可）
- 宇宙浪子（斐迪南）
- 我家浴室的現況（真木）
- 巴哈姆特之怒 GENESIS（馬爾奇內）
- 戰鬥飛輪 - 超激戰（Kaiser Gray）

2015年
- 元氣少女緣結神◎（奈奈生的父親）
- 美男高校地球防衛部LOVE！（奇怪的店主）
- 新妹魔王的契約者（坂崎守）
- 可塑性記憶（縹康孝）
- 奏響吧！上低音號（後藤卓也）
- GANGSTA.（尼古拉斯·布朗）
- K RETURN OF KINGS（周防尊、善條剛毅）[4]
- 一拳超人（原子武士）
- 對魔導學園35試驗小隊（鐵隼人）
- 新妹魔王的契約者 BURST（坂崎守、奧爾尼斯 ）
- 妖精的尾巴（席爾巴·佛爾帕斯塔、巴格斯）
- 金田一少年之事件簿R 第2期（祭泽一心）

2016年
- 舞武器·舞亂伎（的場井周作）
- Dimension W －第四次元－（K·K）
- 少年阿貝GO！GO！小芝麻（日语：少年アシベ）
- 薄櫻鬼~御伽草子~（風間千景）
- Joker Game（蒲生次郎）
- 初戀怪獸（長澤嵐）
- B-PROJECT〜鼓動＊Ambitious〜（狗仔隊）
- 亞爾斯蘭戰記 風塵亂舞（古拉傑）
- 熱情傳奇 The X（扎比達）
- TABOO TATTOO－禁忌咒紋－（R·R·拉卡）
- 吸血鬼僕人（杰杰）
- 91Days（凡格）
- 刀劍亂舞－花丸－（日本號）
- 黑白來看守所（一聲三鶴）
- 奏響吧！上低音號2（後藤卓也）
- 輕拍翻轉小魔女（索爾特）
- 我太受歡迎了，該怎麼辦？（泰拉）
- 長騎美眉（腳踏車咖啡店店長）
- 超自然9人组（和泉公平）
- ALL OUT!!（吉田諭志）

2017年
- 亞人醬有話要說（宇垣[5]）
- ACCA13區監察課（尼諾）
- Hand Shakers（長岡大地）
- MARGINAL#4 由KISS開始創造的Big Bang（張皋月）
- 3月的獅子（重田盛夫）
- KiraKira☆光之美少女 A La Mode（宇佐美源一郎）
- 龍的牙醫（基雷里）
- 為美好的世界獻上祝福！2（漢斯）
- 超能旺達（Dozamin）
- 進擊的巨人 Season 2（漢尼斯〈第2代〉）
- ONE PIECE（賓什莫克·約吉士）
- 不正經的魔術講師與禁忌教典（大導師）
- 黑色推銷員NEW（落入末雄）
- 將國戡亂記（畢爾西利歐·路易）
- 最遊記RELOAD BLAST（淀仁）
- 帶著智慧型手機闖蕩異世界。（山本完助）
- 名侦探柯南（福原荣全）
- 鬼燈的冷徹 第貳期（夜叉一）
- Love米 -WE LOVE RICE- 二期作（越光米）
- 救難小英雄24 逆襲的三惡人（O-3）
- 咕嚕咕嚕魔法陣（古雷曼帝）
- 悠久持有者：魔法老師！ 第2部（爆炸頭·The·Forever）
- 喵的咧～貓咪戲說日本史！（細川忠興、玄宗皇帝）

2018年
- 名侦探柯南（鬼丸猛）
- 喵的咧～貓咪戲說日本史！（萬兵衛）
- 銀魂 銀之魂篇（紫雀）
- 3月的獅子 第2期（重田盛夫）
- 七大罪 戒律的復活（蒙斯皮托）
- 續 刀劍亂舞－花丸－（日本號）
- 紫羅蘭永恆花園（達米安・巴鐸爾・夫琉格魯）
- 妖精森林的小不點（西風）
- 龍王的工作！（山刀伐盡）
- 博多豚骨拉麵團（诸葛）
- 魯邦三世 PART5（阿爾貝·唐德萊奇）
- 東京喰種:re（妮可）
- 重神機潘多拉（道格·霍巴特）
- 鬼燈的冷徹 第貳期 其之貳（夜叉一）
- 黃金神威（尾形百之助[6]）
- 妖怪手錶 光影之卷（不動明王／不動明王·界）
- 驚爆危機！Invisible Victory（米歇爾·雷蒙）
- 魔法少女 俺（魔法熟女小紗）
- 信長的忍者（雜賀孫市）
- Free!-Dive to the Future-（御子柴清十郎）
- 進擊的巨人 Season 3（漢尼斯〈第2代〉）
- 天狼 Sirius the Jaeger（葉夫格拉夫[7]）
- 少女☆歌劇Revue Starlight（長頸鹿）
- 刃牙（塞考斯基[8]）
- 中間管理錄利根川（遠藤勇次）
- 我的英雄學院 第3期（翻修／治崎廻）
- 軒轅劍·蒼之曜（項楚）
- 黃金神威 第2期（尾形百之助）
- 關於我轉生變成史萊姆這檔事（培斯塔）
- 龍族拼圖（麥可真田）
- 書店裡的骷髏店員本田（OK大叔）
- 雷頓的神秘偵探社～卡翠的解謎事件簿～（緋·阿魯汀巴蘭[9]）
- 我讓最想被擁抱的男人給威脅了。（三谷絽美緒）
- 梅露可物語 -無精打采的少年與瓶中少女-（拉維奧魯）

2019年
- W'z（長岡／長岡大地）
- 強風吹拂（望月）
- 家有女友（小林昌樹）
- 同居人時而在腿上，時而跑到腦袋上。（六[10]）
- 飛翔吧！戰機少女（威廉·尚克）
- 三次元女友 第2期（民宿的主人）
- 明治東京戀伽（大地丙太郎[11]）
- JoJo的奇妙冒險 黃金之風（迪查諾）
- 滿腦都是○○的我沒辦法談戀愛（堀江花咲）
- 消滅都市（太一）
- 一拳超人 第2期（原子武士）
- 皿三昧（久慈誓）
- Fairy Gone（格里夫·馬薩[12]）
- 賢者之孫（傑斯特）
- 魔王陛下RETRY！（九内伯斗〈大野晶〉[13]）
- 實況主的逃脫遊戲【直播中】（羊駝）
- COP CRAFT（的場圭[14]）
- 炎炎消防隊（JOKER[15]）
- 獵獸神兵（亞瑟／貝西摩斯[16]）
- 七大罪 眾神的逆麟（蒙斯皮托）
- 我的英雄學院 第4期（翻修／治崎廻）
- 警視廳 特務部 特殊凶惡犯對策室 第七課 -特7-（一之瀨栞）
- 非洲的動物上班族（蜥蜴、TV播報員、旁白）
- 妖怪手錶！（不動明王）
- 廚病激發BOY（大叔、游泳部部長）
- 募戀英雄 PIECE OF TRUTH（伊田正義[17]）
- ACTORS -Songs Connection-（南居銀慈郎）
- 歌舞伎町夏洛克（米爾弗頓）

2020年
- 龍族拼圖（勒格朗）
- 異度侵入 ID:INVADED（名偵探·酒井戶／鳴瓢秋人）
- 成群結伴！西頓學園（荒本老師、在廚房裡的大猩猩叔叔、DQN棕熊隊長、園藝社社長、野間頓、伊惠娜的父親、教師、桑野老師、猛男大猩猩、田徑社社長、大場尼亞[18]）
- 魔術士歐菲 流浪之旅（華爾·卡倫[19]）
- 地縛少年花子君（土籠）
- IDOLiSH7 偶像星願 Second BEAT!（九條鷹匡）
- 神之塔 -Tower of God-（雷諾·洛）
- 啄木鳥偵探處（野村胡堂[20]）
- 邪神與廚二病少女'（身宇裸）
- 超異域公主連結 Re:Dive（雞蛇亭老闆）
- 慕留人-火影忍者新世代-（慈弦／大筒木一式）
- 高校之神（諸葛澤）
- 炎炎消防隊 貳之章（JOKER）
- 天晴爛漫！（理察·理斯曼）
- 食戟之靈 豪之皿（唐·卡瑪）
- 妖怪學園Y ～第N類接觸～（米凱提歐）
- 『催眠麥克風 -Division Rap Battle-』Rhyme Anima（運命塚転石）
- 黃金神威 第3期（尾形百之助）
- 秘密結社 鷹之爪 ～Golden Spell～（亞德里安·札哈爾）
- 災禍的真理 -ZUERST-（海爾曼）
- 池袋西口公園（Shadow）
- 咒術迴戰（七海建人）

2021年
- 蒼之騎士團（莫里斯·波德雷爾）
- 工作細胞BLACK（旁白）
- 堀與宮村（安田真）
- 境界觸發者 第2期（科斯凱洛、林藤匠）
- 關於我轉生變成史萊姆這檔事 第2期（培斯塔）
- 七大罪 憤怒的審判（蒙斯皮托）
- Praeter之傷（先代赫拉斯瓦爾格）
- 無職轉生～到了異世界就拿出真本事～（奧爾斯帝德）
- 真·中華一番！ 第2期（顏先）
- 壽司大相撲（茄子親方）
- 這個美妙的世界 The Animation（羽狛早苗）
- 致不滅的你（觀察者）
- 轉生成蜘蛛又怎樣！（梅拉佐菲）
- 龍先生，想要買個家。（黑龍巴尼）
- 關於我轉生變成史萊姆這檔事 轉生史萊姆日記（培斯塔）
- IDOLiSH7 偶像星願 Third BEAT!（九條鷹匡）
- 漂流少年（山彥）
- 陰晴不定的體操哥哥（亞蒙）
- 月光下的異世界之旅（識）
- 百萬噸級武藏（藤咲公爵）
- 海賊王女（松助斯凱帕Jr.）
- 境界觸發者 第3期（林藤匠）
- 魯邦三世 PART6（阿爾貝·唐德萊奇）
- 鍵等（橘敬介）

2022年
- 食鏽末世錄（黑革[21]）
- 幻想三國誌 -天元靈心記-（武將〈魏延〉）
- 白金終局（米田我工）
- 超異域公主連結 Re:Dive Season 2（雞蛇亭老闆）
- 鍵等 第2期（橘敬介）
- 盛開的阿斯諾特莉亞 吸！（約翰·茨溫里）
- 新網球王子 U-17 世界盃（杜杜·歐邦度[22]、乾貞治）
- 惑星公主蜥蜴騎士（諾伊·克雷塞多[23]）
- 黃金神威 第4期（尾形百之助）
- 忍之一時（美濃部鬼道[24]）
- 百萬噸級武藏 第2期（藤咲公爵）
- 給不滅的你 Season2（觀察者）
- 鏈鋸人（岸邊[25]）

2023年
- 咒術迴戰 懷玉·玉折 / 澀谷事變（七海建人）
- 我的英雄學院 第6期（翻修／治崎廻）
- 堀與宮村 -piece-（安田真）
- AYAKA -綾島奇譚-（八凪真人[26]）
- 文豪Stray Dogs 5th SEASON（伯蘭[27]）
- 烈焰先鋒 救國的橘衣消防員（旁白[28]）
- 鴨乃橋論的禁忌推理（Dr.赫希）
- 放學後少年花子君（土籠[29]）

2024年
- 月光下的異世界之旅 第二幕（識[30]）
- 戰國妖狐（野禪[31]）
- 金屬口紅（阿夫達爾・巴沙爾[32]）
- 勇氣爆發Bang Bravern（伊拉[33]）
- 偶像大師 閃耀色彩（天井努[34]）
- 為美好的世界獻上祝福！3（預告的人）
- 關於我轉生變成史萊姆這檔事 第3期（培斯塔）
- 殺手寓言（小島賢治[35]）
- 拉麵赤貓（文藏[36]）
- 現代誤譯（犀川久作[37]）
- 多數欠（御堂密[38]）
- 再見，地球（羅黑德王〈正義〉[39]）
- 戰國妖狐 千魔混沌篇（野禪）
- Re:從零開始的異世界生活（海因格[40]）
- 魔王陛下RETRY！R（九內伯斗[41]）
- 偶像大師 閃耀色彩 2nd season（天井努[42]）
- 地。-關於地球的運動-（諾瓦克[43]）
- 青之壬生浪（永倉新八[44]）
- 放學後少年花子君 續篇（土籠、管理員〈土籠〉）
- 神之塔 -Tower of God- 第2期（雷諾·洛）
- 夏目友人帳 漆（天目）

2025年
- 轉生成貓咪的大叔（糸柳老師[45]）
- 地縛少年花子君2（土籠[46]）
- Idol光之美少女你與我（Q太郎[47]）
- 魔農傳記 FARMAGIA（迪爾克羅姆[48]）
- 一兆＄遊戲（功刀[49]）
- 小浣熊 卡爾卡爾團（米多爾[50]）
- 再見，地球 第2期（羅黑德王〈正義〉[51]）
- 炎炎消防隊 參之章（JOKER[52]）
- 末日後酒店（強面宇宙人[53]）
- 一拳超人 第3期（原子武士[54]）
- 給不滅的你 Season3（觀察者[55]）
- GNOSIA（喬納斯[56]）
- 青之壬生浪 芹澤暗殺篇（永倉新八[57]）

### OVA
- 灼眼的夏娜S（“纏玩”烏科巴克）
- 網球王子Original Video Animation 全國大賽篇（乾貞治）
- 笨蛋，測驗，召喚獸〜祭典〜（福原慎、旁白）
- 薄櫻鬼 雪華錄（風間千景）

2014年
- TERRA FORMARS ~火星任務~ 巴格茲2號篇01-前篇（哥德·利）

2016年
- 一拳超人 #06「過於不可能的殺人事件」（原子武士）
- 無頭騎士異聞錄 DuRaRaRa!!×2 結 外傳！？ 第19.5話 DuFuFuFu!!（野襖志津夫）※劇場先行上映[58]

2017年
- 亞人醬有話要說「亞人醬的暑假」（宇垣）

2018年
- 妖精森林的小不點「螺絲與床／地爐與博弈」（西風）[59]
- Free!－Dive to the Future－第0話（御子柴清十郎）

2020年
- ACCA13區監察課 Regards（尼諾）[60]
- Holy Knight Light（大帝）

### 動畫電影
- 薄櫻鬼 第一章京都乱舞（風間千景）
- 薄櫻鬼 第二章士魂蒼穹（風間千景）
- 網球王子系列（乾貞治）
  - 二人武士（二人のサムライThe First Game）
  - 跡部的禮物（跡部からの贈り物 〜君に捧げるテニプリ祭り〜）
- 遊戲王系列（海馬瀨人）
  - 遊☆戯☆王怪獸之決鬥 光之金字塔
  - 遊戲王 The Dark Side of Dimensions
- 宇宙エレベータ 〜科学者の夢みる未来〜（朝永秀樹、旁白）
- 劇場版 K MISSING KINGS（周防尊）

2016年
- GANTZ:O（平參平）

2017年
- 特別版 Free!-Take Your Marks-（御子柴清十郎）

2019年
- Code Geass 復活的魯路修（庫贊匹）
- 劇場版 為美好的世界獻上祝福！紅傳說（漢斯）

2020年
- 少女☆歌劇 Revue Starlight Rondo Rondo Rondo（長頸鹿）
- 劇場版 寶可夢 皮卡丘和可可的冒險（薩戮德隊長）

2021年
- 劇場版 少女☆歌劇 Revue Starlight（長頸鹿）
- 机动战士GUNDAM 闪光的哈萨维（加烏曼·諾比爾）[61]
- 龍與雀斑公主（耶利內克）
- 讓我聽見愛的歌聲（西城）
- 劇場版 咒術迴戰 0（七海建人）

2022年
- 偶像夢幻祭!! -Road to Show!!-（鮫島三成）
- 犬王（犬王的父親）
- ONE PIECE FILM RED（戈登）
- 我們的黎明（河合義達[62]）

2023年
- 北極百貨的秋乃小姐（烏利[63]）

2024年
- DEAD DEAD DEMON'S DEDEDEDE DESTRUCTION 惡魔的破壞（小山信雄[64]）
- 名偵探柯南：100萬美元的五稜星（土方歲三[65]）
- 劇場版物怪 唐傘（溝呂木北斗[66]）
- 心之觸碰。（島田公平[67]）
- 風都偵探 假面騎士Skull的肖像（鳴海莊吉[68]）

2025年
- 一百公尺。—100M—（海棠[69]）

### 網路動畫
2016年
- 怪物彈珠（K）
- 寶可夢世代（赤日）

2017年
- 黑白來看守所 第2期（一聲三鶴）

2018年
- 惡魔人 Crybaby（長崎）

2019年
- 机动奥特曼（阿达德）
- 無限之住人-IMMORTAL-（萬次）

2020年
- 突然降臨的埃及神（拉）

2021年
- 極主夫道（龍）
- 光靈：武士之魂（頭目）
- 超級小偷（強尼·博特）

2022年
- 新羅馬浴場（路西斯[70]）
- TIGER & BUNNY 2（火焰紋章／彌敦·西摩）
- 電馭叛客：邊緣行者（神機醫）
- 浪漫殺手（土屋[71]）

2023年
- 極道主夫 第2期（龍）
- Fate/Grand Order 藤丸立香不明白（齊格魯德）
- YAKITORI：行星軌道敢死隊（瓦薩·鮑金）
- GOOD NIGHT WORLD（雪卡毒[72]）

2024年
- 餓狼傳：孤狼之道（オレグ・ザイツェフ[73]）
- 範馬刃牙 VS 拳願阿修羅（加奧朗·溫薩瓦德[74]）

### 遊戲
2005年
- NANA（高木泰士）
- 機戰傭兵 最後的傭兵（傑克·Ｏ）

2007年
- 家庭教師HITMAN REBORN! DS 死ぬ気MAX!ボンゴレカーニバル!!（大人藍波）
- 家庭教師HITMAN REBORN! DS フレイムランブル開炎 リング争奪戦!（大人藍波）

2008年
- 家庭教師HITMAN REBORN! DS フレイムランブル超 燃えよ未来（大人藍波）
- 薄櫻鬼〜新選組奇譚〜（風間千景）

2009年
- 家庭教師HITMAN REBORN! DS フレイムランブルX 未来超爆発（大人藍波）

2010年
- 家庭教師HITMAN REBORN! DS フレイムランブルXX超決戦真六弔花（大人藍波、斯帕納）
- 二世之約（翠炎）
- 薄櫻鬼 遊戲錄（風間千景）
- 薄櫻鬼 巡想錄（風間千景）
- 薄櫻鬼 黎明錄（風間千景）

2011年
- 二世之約 想い出の先へ（翠炎）

2012年
- 薄櫻鬼 幕末無雙錄（風間千景）
- 薄櫻鬼 遊戲錄貳 祭囃子と隊士達（風間千景）
- 24時の鐘とシンデレラ～Halloween Wedding～（オズウェル＝サヴァレ）

2013年
- 刺客教條IV：黑旗（愛德華·肯威）

2015年
- 學園k-wonderful school days（周防尊）
- 刀劍乱舞（日本号）
- 夢王國與100位沉睡中的王子殿下（卡米洛）
- IDOLiSH7（九條鷹匡）
- 大逆轉裁判 -成步堂龍之介的冒險-（巴洛克·班吉克斯）

2016年
- 游戏王 DUEL LINKS（海马濑人）

2017年
- 異度神劍2（齊格）
- 在茜色世界與君詠唱（土方歲三）
- イケメンヴァンパイア（レオナルド・ダ・ヴィンチ）
- 女友伴身邊（惡野生男）
- 末日之子（タナトス）
- 妖怪手錶（不動明王）
- 大逆转裁判2 -成步堂龙之介的觉悟-（巴洛克·班吉克斯）

2018年
- 偶像大師 閃耀色彩（天井努）
- Fate/Grand Order（齊格魯德）
- 勇者鬥惡龍 創世小玩家2 破壞神席德與空蕩島（席德）
- 動物偶像（真中茂）
- 魔法使與黑貓維茲（諾庫斯‧瓦尼塔斯）
- 失落的龍絆（尊、雷克斯）
- 百花百狼~戰國忍法帖~ （服部半藏）

2019年
- JUMP FORCE（海马濑人）
- 隻狼：暗影雙死（葦名弦一郎）
- BLEACH Brave Souls（綱彌代時灘）
- 美男吸血鬼－偉人的戀愛誘惑（李奧納多·達文西)
- 死亡擱淺（山姆·波特·布里吉斯）
- Mobile Legends: Bang Bang（紮克斯）
- 食之契約（龍鳳燴、松茸土瓶蒸）
- Fire Emblem Heroes（勒斯）
- 寶可夢大師（默丹）

2020年
- 三國志14（曹操、旁白）
- エリオスライジングヒーローズ（キース・マックス）
- 食物語（龍井蝦仁）
- 家庭教師HITMAN REBORN!（大人藍波）
- 失落的龍絆（尊 夏日ver.）

2021年
- 原神 （戴因斯雷布）
- 戰國無雙5（百地三太夫）
- 真・女神轉生V（越水骏）
- 月姬 -A piece of blue glass moon-（弗洛福·阿尔汉格）
- Melty Blood: TYPE LUMINA（弗洛福·阿尔汉格）
- 偶像夢幻祭!! Music（鮫島三成）
- 大逆轉裁判1&2 成步堂龍之介的冒險與覺悟（巴洛克·班吉克斯）
- 白夜極光（浮士德）

2022年
- 樂園的異鄉人 最終幻想起源（杰克·加蘭德）
- 神魔之塔 （夢域飛馳·斑、星械造主．奧米伽、獸道征途・凱撒）
- 最終幻想 纷争 Opera Omnia（杰克·加蘭德）
- 女神戰記 極樂世界（日语：ヴァルキリーエリュシオン）（奥丁）

2024年
- FF7最終幻想:重生（戴因）
- 碧藍幻想Relink（伊度）
- 怪物彈珠（基度山）
- 最後的克勞迪亞（特雷斯緹歐）

### 吹替
電視/電影
| 年份 | 作品                   | 角色                   | 演員             | 備註              |
| ---- | ---------------------- | ---------------------- | ---------------- | ----------------- |
| 2008 | 自豪与荣耀             | Ray Tierney            | 哥連·費路        | DVD版本           |
| 2009 | 聲聲相識               | Tommy Sweet            | 哥連·費路        | DVD版本           |
| 2011 | 吸血夜來嚇             | Jerry Dandrige         | 哥連·費路        | 影碟版本          |
| 2014 | 大夢想家               | 卓華斯·羅拔·戈夫       | 哥連·費路        | 影碟版本          |
| 2015 | 通靈神探               | 查理·亞博斯            | 哥連·費路        | 影碟版本          |
| 2016 | 怪獸與牠們的產地       | 波西瓦·葛雷夫          | 哥連·費路        | 公映/影碟版本     |
| 2011 | 童話小鎮               | 獵人/葛拉罕·亨伯特警長 | 占美·杜倫        | 電視/影碟版本     |
| 2015 | 格雷的五十道色戒       | 基斯頓·格雷            | 占美·杜倫        | 公映/影碟版本     |
| 2017 | 格雷的五十道色戒2      | 基斯頓·格雷            | 占美·杜倫        | 影碟版本          |
| 2018 | 格雷的五十道色戒：束縛 | 基斯頓·格雷            | 占美·杜倫        | 影碟版本          |
| 2018 | 羅賓漢崛起             | 威爾·史考利            | 占美·杜倫        | 影碟版本          |
| 2015 | 星球大戰：原力覺醒     | Kylo Ren/Ben Solo      | 亞當·崔佛        | 公映/影碟版本     |
| 2017 | 星球大戰：最後絕地武士 | Kylo Ren/Ben Solo      | 亞當·崔佛        | 公映/影碟版本     |
| 2019 | 星球大戰：天行者崛起   | Kylo Ren/Ben Solo      | 亞當·崔佛        | 公映/影碟版本     |
| 2021 | 最後絕鬥               | 雅克·勒·格里斯         | 亞當·崔佛        | 影碟版本          |
| 2016 | 亡命雷區》             | 麥克·史蒂文斯          | 艾米·漢默        | 影碟版本          |
| 2018 | 以你的名字呼喚我       | Oliver                 | 艾米·漢默        | 影碟版本          |
| 2021 | 危機                   | 傑克·祈利              | 艾米·漢默        | 影碟版本          |
| 2011 | 絕地反擊               | John Porter            | 李察·阿米蒂奇    | WOWOW頻道         |
| 2015 | HANNIBAL(S3)           | 牙仙/法蘭西斯·多拉海德 | 李察·阿米蒂奇    | 收費頻道/影碟版本 |
| 2017 | 朝聖                   | Raymond De Merville    | 李察·阿米蒂奇    | 影碟版本          |
| 2011 | 三劍俠3D：雙城暗戰     | 阿拉密斯               | 盧克·伊萬斯      | 公映/影碟版本     |
| 2013 | 無人生還               | 男司機                 | 盧克·伊萬斯      | DVD版本           |
| 2004 | 神鬼認證：神鬼疑雲     | 克瑞爾                 | 卡爾·奧賓        | 日本電視台版      |
| 2011 | 關雲長                 | 關羽                   | 甄子丹           | 影碟版本          |
| 2013 | 盜海狙擊               | 安德烈·菲利普斯        | 凱瑟琳·基納      | 公映/影碟版本     |
| 2015 | Wayward Pines          | 伊森·柏克              | 麥·迪倫          | 自選視像/DVD版本  |
| 2015 | 丹麥女孩               | 漢斯·阿希吉            | 馬提亞斯·修奈爾  | 影碟版本          |
| 2015 | Point Break            | Bodhi                  | 艾格·拉米瑞茲    | 影碟版本          |
| 2017 | 黑豹                   | 金斑豹/艾瑞克·齊爾蒙格 | 麥可·B·喬丹      | 公映/影碟版本     |
| 2018 | 毒梟：墨西哥           | Walt Breslin/旁白      | 史考特·麥奈利    | Netflix平台       |
| 2021 | 自殺突擊隊：集結       | 席維奧·盧納            | 胡安·迪亞哥·波托 | 公映/影碟版本     |
| 2021 | 沙丘瀚戰               | 威靈頓·岳              | 張震             | 公映/影碟版本     |

### 舞台
- Dog-Eat-Dog（津田誠）
- 身毒丸
- 飛輪少年（SPIT FIRE）

## 外部連結
- 津田健次郎的官方網頁 （页面存档备份，存于） （日語）
- 津田健次郎的官方Twitter帳號 （页面存档备份，存于） （日語）